# Collection Belfius
La Collection Belfius est une vaste collection d’œuvres d’art belges appartenant à la banque belge Belfius. Avant le 1er mars 2012, cette collection était connue sous le nom de Collection Dexia Banque. Ensuite, Dexia Banque Belgique a changé son nom en Belfius.

## Explication
Cette vaste collection d’œuvres d’art belges rassemble environ 4500 œuvres, parmi lesquelles figurent quelques pièces maîtresses de Pierre Paul Rubens. Les collectionneurs se sont concentrés sur les œuvres d’artistes belges à partir de 1830, tout en mettant l’accent sur la période de 1960 à nos jours. Entre 2008 et actuellement (2012), plus aucune œuvre récente n’a été acquise. La collection résulte de la mise en commun des collections détenues respectivement par les anciens établissements Crédit Communal, Paribas Belgique et Bacob.

La collection est gérée par la conservatrice Patricia Jaspers qui - après le changement de nom et à la demande du monde muséal - souhaite ouvrir davantage la collection au grand public. Dans cet esprit, certaines œuvres de la collection vont être exposées dans différents musées locaux en Belgique, notamment à La Louvière et Ostende. Le 'pape de l'art' Jan Hoet estime la valeur de vente aux enchères à quelque 200 millions d’euros.
La collection d’art rassemble :
- des œuvres de maîtres flamands des 16e et 17e siècles, et notamment deux esquisses à l’huile de Pierre Paul Rubens ainsi qu’une peinture de Jan Brueghel l'Ancien. Outre des tableaux, cette collection comporte aussi des tapisseries, des pièces d’orfèvrerie et de verre de Murano, des livres anciens, du mobilier et des sculptures.
- L’art moderne de 1860 à 1960 : il s’agit d’un aperçu des grands courants qui ont caractérisé l’art belge, depuis le réalisme jusqu’à l’art abstrait.
- L’art de 1960 à nos jours : avec notamment des œuvres de Marcel Broodthaers, Roger Raveel, Luc Tuymans, Jan Fabre, Lili Dujourie, Jan Vercruysse, Thierry De Cordier et Berlinde De Bruyckere. Le site Internet renferme de plus amples informations concernant les œuvres et la biographie des différents artistes.

## Belfius Open Art
Dans le cadre de l’initiative Belfius Open Art, la collection est, dans une certaine mesure, ouverte au public au siège principal de Belfius à Bruxelles, place Rogier (Tour Belfius).
D’octobre 2012 à mars 2013, l’exposition temporaire "Brisure. Affinités artistiques" a ouvert ses portes au public chaque troisième samedi du mois. Cette exposition temporaire était le fruit d’une collaboration entre Stef Van Bellingen, commissaire de l’exposition et coauteur du catalogue, et le service Patrimoine artistique et Expositions de Belfius Banque.

## L’avenir de la collection d’œuvres d’art

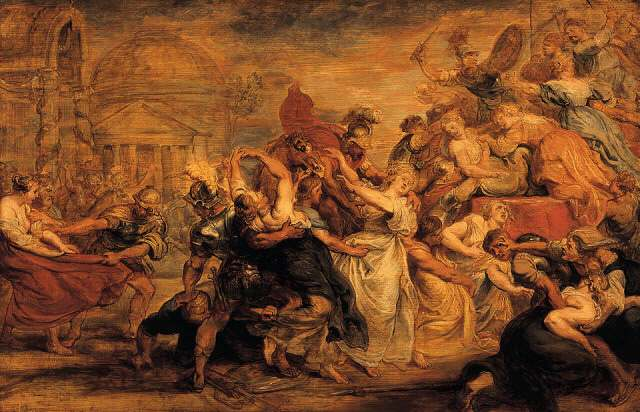
Pierre Paul Rubens, L’enlèvement des Sabines

Mi-octobre 2011, on annonçait que, malgré le démantèlement de Dexia, la collection d’œuvres d’art du  groupe resterait en Belgique, et que sa vente n’était pas à l’ordre du jour. Début 2012, la collection était  rebaptisée Collection Belfius. 
Fin 2012, on laissait entendre qu’il serait question de se défaire d’une partie des œuvres d’art, plus précisément des œuvres datant d’avant 1830. Cette annonce a déclenché une levée de boucliers dans les  milieux artistiques. En cause : deux pièces maîtresses de P. P. Rubens, à savoir L’enlèvement des Sabines et La réconciliation des Romains et des Sabins, ainsi qu’une œuvre de Jan Brueghel l’Ancien.
Ces trois œuvres figurent sur la liste des pièces maîtresses qui ne peuvent pas quitter le pays sans l’autorisation préalable des autorités flamandes, qui disposent d’ailleurs à leur égard d’un droit de préemption en cas de vente éventuelle.
Le 13 décembre 2012, on apprenait qu’un groupe de collectionneurs privés avait fait une enchère pour acquérir la collection. Ces collectionneurs sont intéressés par quelques pièces maîtresses, destinées à venir compléter leur propre collection. Outre ces collectionneurs privés, les musées sont également intéressés à acquérir (gratuitement) des parties de la collection. Dans l’intervalle, des journalistes, des directeurs de musées et des hommes politiques, ont également plaidé en faveur du maintien de la collection en tant qu’ensemble faisant partie intégrante du patrimoine artistique belge, et se sont déclarés opposés à sa vente.
Le 19 décembre 2012, le Ministre Joke Schauvliege déclarait – en réponse à des questions parlementaires posées au sein du Parlement flamand  - qu’une concertation avait eu lieu avec la direction de Belfius Banque et que celle-ci s’engageait à ne vendre aucune œuvre d’art avant fin janvier 2013. Dans le même temps, le Ministre communiquait que seules trois œuvres d’art de la Collection Belfius tombent encore sous le coup du décret dit Topstukkendecreet (Décret sur les pièces maîtresses) et nécessitent donc son autorisation pour pouvoir quitter le pays. Cette protection ne s’étend pas aux autres œuvres d’art de la Collection Belfius. 
Le 18 septembre 2015, Belfius inaugurait sa nouvelle 'Belfius Art Gallery' au 32e étage de la Tour Belfius, place Rogier à Bruxelles. L'ouverture de cette nouvelle galerie est en quelque sorte la confirmation que Belfius conservera cette collection à l'avenir.